# Bősárkány
Bősárkány är en ort i Ungern.   Den ligger i provinsen Győr-Moson-Sopron, i den västra delen av landet, 140 km väster om huvudstaden Budapest. Bősárkány ligger 115 meter över havet och antalet invånare är 2 208.
Terrängen runt Bősárkány är mycket platt. Runt Bősárkány är det ganska tätbefolkat, med 72 invånare per kvadratkilometer. Närmaste större samhälle är Csorna, 8,5 km söder om Bősárkány. Trakten runt Bősárkány består till största delen av jordbruksmark.